# Sarah Hagan

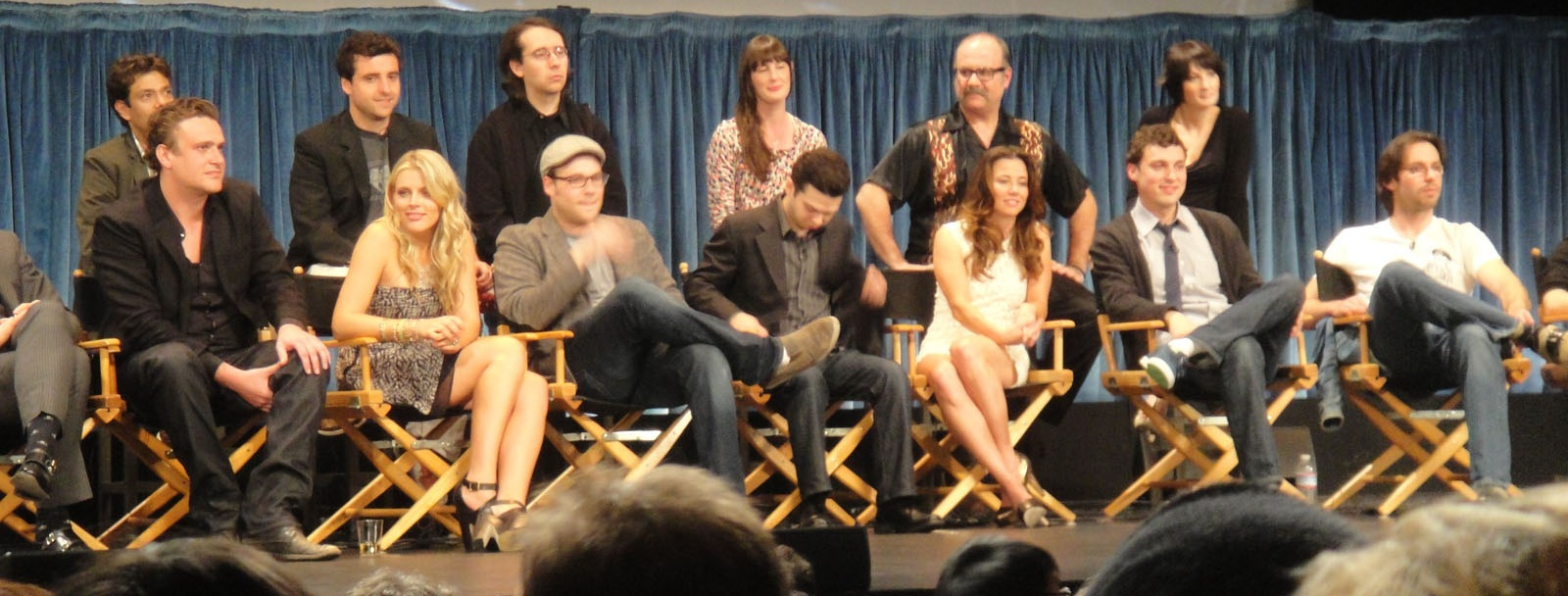
Sarah Hagan (obere Reihe, Mitte) mit der Besetzung von Voll daneben, voll im Leben

Sarah Margaret Hagan (* 24. Mai 1984 in Austin, Texas) ist eine US-amerikanische Schauspielerin. Sie ist vor allem für ihre Rolle als Amanda in der siebten Staffel von Buffy – Im Bann der Dämonen bekannt.

## Leben
Hagan wuchs in Texas mit vier Geschwistern auf. Mit sechs Jahren begann sie mit der Schauspielerei in Theaterstücken, ihre Karriere als professionelle Schauspielerin begann an den städtischen Theatern von Houston. 1997 war sie erstmals in einer Filmproduktion zu sehen, zwei Jahre später erhielt sie ihre erste Rolle in einer Fernsehserie (Ally McBeal). Es folgten Rollen in verschiedenen Fernsehserien, unter anderem Boston Public, und 2002 in dem Kinofilm Nix wie raus aus Orange County.
Nachdem sie eine tragende Rolle in der siebten Buffy-Staffel gespielt hatte, wurde sie für Auftritte in den Serien Für alle Fälle Amy, Medium – Nichts bleibt verborgen und Grey’s Anatomy verpflichtet.
Derzeit lebt Hagan in Los Angeles. Auch ihre jüngere Schwester Katie ist Serienschauspielerin. Im September 2018 wurde sie Mutter einer Tochter.

## Filmografie (Auswahl)
- 1997: Faith
- 1999: Ally McBeal (Fernsehserie, eine Folge)
- 1999–2000: Voll daneben, voll im Leben (Freaks and Geeks, Fernsehserie, 11 Folgen)
- 2000: Architecture of Reassurance (Kurzfilm)
- 2000: DAG (Fernsehserie, eine Folge)
- 2001: American Campus – Reif für die Uni? (Undeclared, Fernsehserie, eine Folge)
- 2002: Nix wie raus aus Orange County (Orange County)
- 2002: Boston Public (Fernsehserie, eine Folge)
- 2002–2003: Buffy – Im Bann der Dämonen (Buffy the Vampire Slayer, Fernsehserie, 10 Folgen)
- 2004: Für alle Fälle Amy (Judging Amy, Fernsehserie, eine Folge)
- 2005: Grey’s Anatomy (Fernsehserie, eine Folge)
- 2005: Medium – Nichts bleibt verborgen (Medium, Fernsehserie, eine Folge)
- 2007: Close to Home (Fernsehserie, eine Folge)
- 2007–2008: Mein Schulfreund ist ein Affe (My Gym Partner’s a Monkey) (Fernsehserie, zwei Folgen)
- 2009: Spring Breakdown
- 2009: Someday We Will Get Married (Kurzfilm)
- 2010: Private Practice (Fernsehserie, eine Folge)
- 2010: Starter Home (Kurzfilm)
- 2011: Jess + Moss
- 2011: 90210 (Fernsehserie, vier Folgen)
- 2011: The Bride of Frank (Kurzfilm)
- 2012: Friend Me (Fernsehserie, eine Folge)
- 2012: The Most Fun I’ve Ever Had with My Pants On
- 2013: Navy CIS (NCIS, Fernsehserie, eine Folge)
- 2013: Orenthal: The Musical
- 2013–2014: Breaking Fat (Fernsehserie, 15 Folgen)